# WASP-1
WASP-1 是一個位在仙女座的恆星，而且有一個叫WASP-1b的行星。